# Seiichi Inoue (homme politique)
Pour les articles homonymes, voir Inoue et Seiichi Inoue.
Seiichi Inoue (井上 清一, Inoue Sei'ichi), né le 31 juillet 1905 à Hayahoshi (ja), dans la préfecture de Toyama, est un fonctionnaire et homme politique japonais, vice-gouverneur de la préfecture de Kyoto de 1947 à 1950, puis vice-secrétaire général (ja) du Cabinet du Japon jusqu'en 1951, et conseiller du Japon de 1953 à 1965. Élu maire de Kyoto en 1966, il meurt dans l'exercice de ses fonctions moins d'un an après, le 8 janvier 1967.

## Biographie
Seiichi Inoue naît le 31 juillet de la 38e année de l'ère Meiji (1905) à Hayahoshi (ja), dans le district de Nei (ja) de la préfecture de Toyama,. Il est le fils aîné du riche contribuable (ja) et directeur de banque et d'entreprise Inoue Kiyotaka (井上 清孝), et de son épouse Tami (たみ), née Takahiro (高広). Après avoir terminé ses études secondaires au Quatrième lycée (ja) à Kanazawa, il s'inscrit à la faculté de droit de l'université impériale de Tokyo. Il passe l'examen pour accéder à la fonction civile supérieure en octobre 1929. Il complète ses études à l'université impériale en 1930, puis est embauché par le ministère de l'Intérieur. Il devient vice-directeur général du bureau régional des Affaires administratives du Shikoku, puis directeur du bureau régional de l'indice des prix du Shikoku, avant d'être nommé chef de la police de la préfecture de Kyoto (ja) le 28 février 1947, en remplaçant Yoshimaro Takahashi (ja),. Il est remplacé le 27 juin de la même année par Masumi Mizobuchi (ja). 
Le même jour, il est nommé vice-gouverneur de la préfecture de Kyoto auprès d'Atsushi Kimura,. En avril 1950, après la démission de Kimura pour avoir enfreint la loi sur les élections à la fonction publique (ja), Inoue décide de se présenter à l'Élection gouvernorale du 20 avril, avec l'appui des partis conservateurs. Il est battu par le candidat socialiste Torazō Ninagawa (ja). Le 20 juin de la même année, après un remaniement du gouvernement, il est nommé vice-secrétaire général (ja) du Cabinet du Japon aux Affaires administratives dans le gouvernement Yoshida III (ja) pour remplacer la vacance laissée par Yūichi Kōri (ja),,. Le 25 mai 1951, il est démis de ses fonctions et remplacé par Toshihiro Kennoki (ja). Il décide par la suite de se présenter sous la bannière du Parti libéral du Japon (en) à l'élection du 24 avril 1953 (ja) à la Chambre des conseillers pour la circonscription de Kyoto. Il est élu, remportant le plus de voix, devant le deuxième conseiller élu, le socialiste Katsuo Takenaka (ja),. Il est réélu à l'élection de  1959, représentant le Parti libéral-démocrate, après la fusion en 1955 des Partis libéral et démocrate (en),. Durant ses deux mandats, il est nommé en 1957 vice-ministre parlementaire aux Affaires étrangères dans les gouvernements Ishibashi (ja), puis Kishi I (ja),. Inoue est également directeur de la commission des Affaires juridiques durant la 24e session de la Diète et directeur de la commission des Affaires étrangères durant la 28e, la 33e, la 40e et la 41e session. Il est aussi impliqué dans la fondation de l'Institut japonais du Moyen-Orient (ja), dont il sera le premier président de février 1956 à juin 1959, date à laquelle il est remplacé par Yoshitsuru Yamana (ja). Il avait quitté ce poste pour sa réélection à la Chambre des conseillers en 1959.
À l'échéance de son second mandat en tant que conseiller, il décide de ne pas se représenter à l'élection de 1965 (ja). À la place, il décide de s'engager dans la course à la mairie de Kyoto du 21 février 1966, après la fin du mandat du précédent maire Gizō Takayama, qui était maire depuis les seize dernières années,. Soutenu par le Parti libéral-démocrate, Inoue est élu face à son adversaire principal, Seiichi Okamoto (ja), soutenu par le Parti socialiste. Le 6 janvier 1967, seulement quelques moins après être entré en fonction, Inoue perd connaissance à la suite d'un vasospasme cérébral, durant la parade du nouvel An de la police préfectorale. Deux jours plus tard, le 8 janvier, il meurt d'une hémorragie cérébrale à l'âge de 61 ans,,.
Seiichi Inoue épouse Aiko (愛子), dont les grand-pères étaient le militaire Ōyama Iwao et le bureaucrate Watanabe Chiaki (ja). Son grand-père maternel était l'homme politique Takahiro Jihei II (ja) (高広次平 (2代)), et son oncle maternel, l'homme politique Takahiro Jihei III (ja) (高広次平 (3代)). Il a aussi comme cousin éloigné le linguiste Shinmura Izuru.

## Résultats électoraux
| Inscrits                 | Inscrits                 | Inscrits                 | 911 396   |             |  |  |
| Abstentions              | Abstentions              | Abstentions              | 396 002   | 43,45 %     |  |  |
| Votants                  | Votants                  | Votants                  | 515 394   | 56,55 %     |  |  |
|                          |                          |                          |           |             |  |  |
| Bulletins enregistrés    | Bulletins enregistrés    | Bulletins enregistrés    | 515 394   |             |  |  |
| Bulletins blancs ou nuls | Bulletins blancs ou nuls | Bulletins blancs ou nuls | 75 318    | 14,61 %     |  |  |
| Suffrages exprimés       | Suffrages exprimés       | Suffrages exprimés       | 440 076   | 85,39 %     |  |  |
|                          |                          |                          |           |             |  |  |
|                          | Candidat                 | Parti                    | Suffrages | Pourcentage |  |  |
|                          | Seiichi Inoue (élu)      | Indépendant              | 232 924   | 52,93 %     |  |  |
|                          | Seiichi Okamoto (ja)     | Indépendant              | 121 265   | 27,56 %     |  |  |
|                          | Shinzō Yasui             | Parti communiste         | 83 435    | 18,96 %     |  |  |
|                          | Gan Takada (ja)          | Hankyō Zenkoku Yūzeitai  | 2 452     | 0,56 %      |  |  |

| Suffrages exprimés | Suffrages exprimés              | Suffrages exprimés      | 573 694   |             |  |  |
|                    |                                 |                         |           |             |  |  |
|                    | Candidat                        | Parti                   | Suffrages | Pourcentage |  |  |
|                    | Seiichi Inoue (sortant) (réélu) | Parti libéral-démocrate | 265 046   | 46,2 %      |  |  |
|                    | Eiichi Nagasue (ja) (élu)       | Parti socialiste        | 127 128   | 22,16 %     |  |  |
|                    | Kishio Enomoto                  | Parti socialiste        | 108 818   | 18,97 %     |  |  |
|                    | Kenji Kawada (ja)               | Parti communiste        | 50 256    | 8,76 %      |  |  |
|                    | Eiji Shimazaki                  | Indépendant             | 12 917    | 2,25 %      |  |  |
|                    | Yozōji Mima                     | Indépendant             | 9 529     | 1,66 %      |  |  |

| Suffrages exprimés | Suffrages exprimés            | Suffrages exprimés                       | 530 744   |             |  |  |
|                    |                               |                                          |           |             |  |  |
|                    | Candidat                      | Parti                                    | Suffrages | Pourcentage |  |  |
|                    | Seiichi Inoue (élu)           | Parti libéral du Japon (en)              | 234 204   | 44,13 %     |  |  |
|                    | Katsuo Takenaka (ja) (élu)    | Parti socialiste japonais de gauche (en) | 142 698   | 26,89 %     |  |  |
|                    | Shuichirō Oku (ja)            | Kaishintō (en)                           | 84 407    | 15,9 %      |  |  |
|                    | Kunihiko Kanie (ja) (sortant) | Parti socialiste japonais de gauche (en) | 69 435    | 13,08 %     |  |  |

| Inscrits           | Inscrits                   | Inscrits           | 1 015 739 |             |  |  |
| Suffrages exprimés | Suffrages exprimés         | Suffrages exprimés | 618 707   |             |  |  |
|                    |                            |                    |           |             |  |  |
|                    | Candidat                   | Parti              | Suffrages | Pourcentage |  |  |
|                    | Torazō Ninagawa (ja) (élu) | Parti socialiste   | 325 955   | 52,68 %     |  |  |
|                    | Seiichi Inoue              | Indépendant        | 292 752   | 47,32 %     |  |  |

## Distinctions
- Ordre du Trésor sacré, 5e classe, promu 2e classe à titre posthume le 8 janvier 1967[20]
- 4e rang supérieur de la Cour du Japon (ja), à titre posthume, anciennement 5e rang inférieur[20]